# そんなバカなマン
『そんなバカなマン』は、フジテレビ系列で2015年4月15日未明（14日深夜）から2017年3月20日まで放送されていたバラエティ番組。また、2014年4月から不定期特番が放送されていた。バナナマンとバカリズムの冠番組。

## 概要
バナナマン（日村勇紀・設楽統）とバカリズム（升野英知）の3人が「そんなバカな!?」をキーワードに様々な企画に挑戦するバラエティ番組。
番組は2014年に過去3回深夜特番として放送され、2015年からレギュラー放送が決まった。なお、レギュラー放送も特番時代に引き続きローカルセールス枠である。
特番時代から使用している、3人が座っているバナナの模型にバナナの中から3人の顔が出ている巨大オブジェのセットをモチーフにトークを展開する。
2016年1月1日（金曜日）0:45 - 2:30には、『そんなバカなマン 〜あけましてそんなバカなマンまさかのそんなバカな生放送SP〜』と題して生放送された。これについてはほとんどの通常時非ネット局でも単発扱いで臨時同時ネットされた。
2017年2月20日（19日深夜）の放送内で、3月20日（19日深夜）の放送をもって番組終了を正式に発表し、最後の企画「そんなバカな卒業旅行」をもって番組は終了。
なお、最終回翌週の3月27日（26日深夜）0:30 - 1:30には、3人が司会を務める『そんなバカな動物番組』という動物特番が放送された。
当番組終了後、2017年4月より、バナナマンは水曜深夜帯で『もろもろのハナシ』、バカリズムは水曜22時台で『良かれと思って!』とそれぞれの新番組がスタートしている。
2019年からは毎年2組による元日特番が放送。2019年元日は「バナナバカリの毒だし女新年会」として女性タレントらをゲストに迎えスタジオにてトークを展開。2020年元日は「開運!!バナナバカリぶらり」と題し、事実上のパシフィック・ヒムのリメイク企画などロケメインで放送。2021年の元日はバナナマンが『おしょうバズTV』(志村&所の戦うお正月の後継特番)に出演するため、2組による元日特番は放送しなかった（その代わりに『初詣!爆笑ヒットパレード』を1時間拡大して8時間放送したり、『さんタク』を1時間前倒しと拡大して3時間の生放送で対応する形になった）。
2021年7月4日（日）16:00～17:25（関東ローカル）には、MCをバナナマンとバカリズムの3人が務める『バナナバカリの初芸人』という番組が、フジテレビにて放送された（『そんなバカなマン』と同様に制作協力としてシオプロが入った）。

## 出演者
- バナナマン（日村勇紀・設楽統）
- バカリズム

## 企画・コーナー
パシフィック・ヒム
映画『パシフィック・リム』のパロディであり、特番時代から続く人気コーナー。「日村は女性の前だとついつい格好つけてしまう」というので、毎回女性人気モデルを偽番組だと称してゲストと日村がロケをし、無線経由の遠隔操作でロケバス車内にいる設楽とバカリズムがマイクで、イヤホンをしている日村に指示するように操縦し、日村の面白い魅力を最大限に引き出そうと奮闘する。毎回日村がハイテンションにハメを外す、唐突に意味もなくスタッフにキレる等、演者同士の醜い悪ふざけに女性モデルが思わず困惑してしまうのも番組の見所。番組の最後には日村が女性モデルに告白するも、必ず設楽とバカリズムに指示されて決行した日村の素行に引っ張られ振られるのがお約束。
偏差値ファイト
特番のみ放送。
そんなバカな!?仮説
スタジオ収録。バナナマンの担当しているTBSラジオで土曜未明（金曜深夜）に放送している、『金曜JUNK・バナナマンのバナナムーンGOLD』の「この仮説どうですか?」によく似た企画。バカリズムMCのもと、視聴者の投稿や出演者が日頃思うけど誰も調べたことはないが自分だけは信じている「仮説」を紹介してトークを展開し、実際にその「仮説」が本当なのかを検証する。
そんなバカな!?オフショット
本番前の3人の雰囲気をモチーフにしたショートコントを展開。
そんなバカな!?本物は誰だ?
毎回問題に沿ったワケありな二人の人物が登場し、（例：「太ってしまった元美人はどっち？」「17股を掛けてる女はどっち？」等）どちらが問題通りの本物の人物なのかをヒントVTR等を参考資料に当てるクイズ。
そんなバカな!?クイズ・爆笑アウトロー
「アウトロー」と呼ばれる暴走族やヤンキー等のかなり厳つそうな人々に密着取材し、密着取材した中で一番爆笑した場面を予想するクイズ。毎回アウトローの意外な場面で爆笑することに翻弄されるのも見物。特番時代のタイトルは「そんなバカな!?クイズ・爆笑ナックルズ」（実話ナックルズをもじったもの）だった。
ヒムメッコ
2015年6月10日から第一回放送。プライベート及び仕事での日村の様子を撮影した面白画像を設楽とバカリズムが交互に出し合い、どちらが面白い写真かを日村が判定し3本中2本先取した者が勝利となるコーナー。コーナーのオープニングには3人がドット絵で登場するアニメーションにあわせて「にらめっこ」の替え歌で始まる。
ノーリアクション柔道
2015年6月17日から第一回放送。「あらゆるリアクションが取れるリアクションマスター」こと日村と「一切リアクションを取らないミスターポーカーフェイス」ことバカリズムが、罰ゲームを受けてもらいどちらがリアクションしないで無表情でいられるかを競う。判定及び罰ゲーム執行人は設楽。
バカリズムとタッグを組んでくれるアイドル探し
2015年8月12日から放送。同年10月31日までバカリズムが司会を務めていたフジテレビ系列『アイドリング!!!』が終わってしまうのを期に、バナナマンから「傷心してる」と扱われ強制的にバカリズムのパートナーのアイドルを探す少々御節介なコーナー。毎回何らかの悩みを抱えた地下アイドルが闇を吐露し、バカリズムが容赦なく毒づく場面やアイドルの頭を叩いてバナナマンから突っ込まれる場面もある。最終的にバカリズムは「パートナーは組まない」と断言するが、毎回設楽に「バカリズムとタッグ組むアイドルが見つかるまで探す」という方針から保留扱いされるのがお約束。第1回は2週に分けて放送。1週目はお台場・フジテレビの近くで開催されている『TOKYO IDOL FESTIVAL』に潜入。でんぱ組.incやバニラビーンズ、アイドリング!!!が出演。2週目は同じお台場で開催されている『お台場アイドルフェスティバル』に潜入。そこで深い闇を持つ地下アイドルに出会う。
そんなバカなホームステイ
2015年10月21日初放送。今やテレビで大活躍と言われている3人が初心を忘れないよう、目標に向かって夢を追いかける人物を番組では「ステイドリーマー」と呼び、そんなステイドリーマーの元を訪れ少しでも夢に一歩でも近づけるよう奮闘する。第1回と第2回、新春特番ではバカリズムがYouTuberをやっているBUNZIN（44歳） の元を訪れ、自信が作成する動画の撮影をバカリズムに協力して貰うがここでのBUNZINは、一々意味不明な屁理屈をバカリズムに押し付けたり、自身の動画を見たバカリズムの感想や、動画を見たユーザーがYouTubeのコメント欄に一部誹謗中傷とも言えるコメントを素直に聞き入れずに反論をする、 空気を読まずバカリズムを弄ったり逆ギレする、動画撮影の際に自分が思うような撮影が順調に出来ず、突然気象現象の強風に対して意味も無くブチ切れたり小道具に八つ当たりするなど、度々業を煮やしたバカリズムからキレられている。バカリズム曰く、「そんなバカなマンの収録は本当に楽しいが、このロケの収録だと聞くと憂鬱になる」と愚痴を吐露する程怯んでいる。毎回撮影中にBUNZINの身に何らかのハプニングが起こり、映像を見ているバナナマンから「完成した動画よりメイキング映像を流せばいい」とコメントするほどBUNZINに笑いの神が降りることがある。3人が映像を見る場所はかつて日村とバカリズムが若手時代に同居していた世田谷区のアパートで収録。挿入歌は主に長渕剛の『STAY DREAM』が使われている。尚、一部スタッフが共通しており後年に放送され、日村がメインMCを務めた『万年B組ヒムケン先生』（TBS系列）の原点とも言える企画。
そんなバカなノンストップクイズ
2015年12月9日初放送。設楽による進行で、日村とバカリズムが解答者で行われる。設楽がフジテレビ系列で担当している朝の情報番組『ノンストップ!』の収録終了後直様ロケに出向き、その一日のロケで設楽の身に起こった言動等をクイズにし、正解したら100万円が貰える。ただし、余りにも答えられない難問であるため、ヒントは一回につき1万円支払えば 貰えるが、設楽はわざと解りづらく難しいヒントを出してしまうため、結局最後まで正解者は出ないというのがオチ。毎回日村とバカリズムは収録日のポケットマネーが足りずマネージャーから仕方なく借金するケースが多く、設楽の言葉巧みに操られる日村にバカリズムが説教するが、日村は逆に憤慨しだしその度に両者の仲間割れする様なミニコントが起こるのがお約束。映像を見る場所は「100万円獲得したなら高級料理（ステーキ、寿司などの）の支払いなんて楽勝」という方針の下、高級飲食店などで収録される。当然100万円獲得出来なかったら自腹。
そんなバカなSPショッピング
2016年5月25日初放送。お買い物ゲームコーナーであり、毎回日村とバカリズムが都内の家電屋や家具屋などで自分の気に入った商品をそれぞれ注文していくが、ここで言う「SP」＝「スリッパ」の略称で司会進行を務める設楽に対しての進行の妨げをする、テンションをダウンさせる、ちょっとした小ボケをする、商品を利用したゲームに失敗する等の言動をした者に対しては容赦なく設楽にスリッパで叩かれ、最終的にスリッパで叩かれた合計回数が多い人が両者が注文した全商品を自腹で支払うというゲーム。最後は必ず「叩いて叩いてジャンケンポン」（1分間両者がジャンケンをし、勝者が相手の頭をスリッパで叩くゲーム）が行われる。
そんなバカなラブストーリー〜クイズピュアラブ〜
2016年10月23日初放送。芸能界にいてピュアさを失ったバナナマンとバカリズムの為に街行く10代女子にインタビューしてもらい、自身のピュアな恋愛経験からクイズを出題。再現VTRはアニメで紹介される。

## 放送リスト

### 特番（2014年）
| 2014年放送 | 2014年放送                 | 2014年放送                                                                                               | 2014年放送 | 2014年放送 |
| 回         | 放送日 （CX）              | 放送内容                                                                                                 | ゲスト     | 備考       |
| ---------- | -------------------------- | --- | ---------- | ---------- |
| 1          | 2014年4月2日（0:35〜1:35） | そんなバカな!?仮説 パシフィック・ヒム そんなバカなオフショット                                           | 中村静香   |            |
| 2          | 7月30日（2:10〜3:30）      | そんなバカな!?アウトロークイズ 爆笑ナックルズ そんなバカな!?仮説 そんなバカなオフショット 偏差値ファイト | -          |            |
| 3          | 11月16日（2:10〜3:10）     | パシフィック・ヒム そんなバカな!?アウトロークイズ 爆笑ナックルズ                                         | 新木優子   |            |

### レギュラー

#### 2015年
| 2015年放送                                            | 2015年放送    | 2015年放送                                                       | 2015年放送                                                                                         | 2015年放送 |
| 回                                                    | 放送日 （CX） | 放送内容                                                         | ゲスト                                                                                             | 備考 |
| ----------------------------------------------------- | ------------- | ---------------------------------------------------------------- | -------------------------------------------------------------------------------------------------- | --- |
| 1                                                     | 4月15日       | パシフィック・ヒム                                               | 古畑星夏                                                                                           | 『戦う!書店ガール』時間拡大、 『ドラゴンボールZ 復活の「F」公開直前みどころ大放出SP』の影響で0:50から放送                                                        |
| 2                                                     | 4月22日       | そんなバカな!?本物は誰だ? そんなバカなオフショット               | -                                                                                                  | 『戦う!書店ガール』時間拡大の影響で0:40から放送 |
| 3                                                     | 4月29日       | そんなバカな!?仮説                                               | -                                                                                                  | |
| 4                                                     | 5月6日        | そんなバカな!?車選び                                             | -                                                                                                  | 『春フェス2015〜LIFE !S LIVE』の影響で0:35から放送 |
| 5                                                     | 5月13日       | そんなバカな!?本物は誰だ?                                        | -                                                                                                  | |
| 6                                                     | 5月20日       | パシフィック・ヒム                                               | 朝比奈彩                                                                                           | |
| 7                                                     | 5月27日       | そんなバカな!?仮説 そんなバカなオフショット                      | -                                                                                                  | 『うまると!』の影響で0:35から放送 |
| 8                                                     | 6月3日        | そんなバカなクイズ 爆笑アウトロー                                | -                                                                                                  | 『娘（孫）はアイドル』の影響で0:35から放送 |
| 9                                                     | 6月10日       | そんなバカな仮説 ヒムメッコ                                      | -                                                                                                  | |
| 10                                                    | 6月17日       | そんなバカな!?本物は誰だ? ノーリアクション柔道                   | -                                                                                                  | 『坂上忍のホンネJAPANが行く!!香港&マカオ』の影響で0:55から放送                                                                                                   |
| 11                                                    | 6月24日       | そんなバカな!?バカリズムの原付選び                               | -                                                                                                  | |
| 12                                                    | 7月1日        | そんなバカな!?仮説 ヒムメッコ                                    | -                                                                                                  | |
| 13                                                    | 7月8日        | 変態ふしぎ発見                                                   | 南條早紀                                                                                           | 『この夏も一番有名人が集まるBAR』の影響で0:35から放送 |
| 14                                                    | 7月15日       | そんなバカな!?仮説 ヒムメッコ                                    | -                                                                                                  | 『この夏も一番有名人が集まるBAR』の影響で0:35から放送 |
| 15                                                    | 7月22日       | パシフィック・ヒム                                               | 石田ニコル                                                                                         | 『27時間テレビ本気企画』、『AKBでナツマツリ!〜お台場夢大陸2015〜』の影響で0:45から放送                                                                           |
| 16                                                    | 7月29日       | 日村のギックリ腰を治そう（前編） そんなバカなオフショット        | -                                                                                                  | 『FNSうたの夏まつりミニ』の影響で0:35から放送 |
| 17                                                    | 8月5日        | 日村のギックリ腰を治そう（後編） ヒムメッコ                      | -                                                                                                  | 『EAFF東アジアカップ女子 日本×韓国』の影響で0:55から放送 |
| 18                                                    | 8月12日       | バカリズムのアイドル探し                                         | アイドリング!!! でんぱ組.inc                                                                       | 『つなげリオへ!W杯バレーへの「Victory Zone」』、 『“終戦70年特別番組私たちに戦争を教えてください”見どころ』の影響で0:40から放送                                  |
| 19                                                    | 8月19日       | バカリズムのアイドル探し（完結編）                               | パイレーツ・オブ A⇔D PIP                                                                           | 『つなげリオへ!W杯バレーへの「Victory Zone」』の影響で0:35から放送                                                                                               |
| 20                                                    | 8月26日       | パシフィック・ヒム 操縦ミスSP                                    | 古畑星夏 朝比奈彩 石田ニコル                                                                       | 『LIVEあしたのニュース&すぽると!』時間拡大、『世界柔道2015』の影響で1:50から放送                                                                                 |
| 21                                                    | 9月2日        | パシフィック・ヒム                                               | 中川可菜                                                                                           | 『バレーボールワールドカップ2015女子 日本×セルビア』時間延長、 『アンフェア the end 公開記念特番「アンフェアな出演者マジ飲み暴露大宴会SP」』の影響で1:50から放送 |
| 22                                                    | 9月9日        | そんなバカな!?仮説 ノーリアクション柔道 そんなバカなオフショット | -                                                                                                  | 『バレーボールワールドカップ2015男子 日本×エジプト』時間延長の影響で1:40から放送                                                                                 |
| 23                                                    | 9月16日       | バカリズムのアイドル探し②                                        | リリックホリック歌劇団                                                                             | 『LIVEあしたのニュース&すぽると』時間拡大の影響で0:35から放送 |
| （9月23日は『ハッピーバナナアワー』のため休止）       |               |                                                                  | | |
| （9月30日は『それでも僕は君が好き 第2夜』のため休止） |               |                                                                  | | |
| （10月7日は『おっかけのおっかけ』のため休止）         |               |                                                                  | | |
| 24                                                    | 10月14日      | そんなバカなアイドル選び                                         | GAL♡DOLL                                                                                           | 『国際親善試合 日本vsイラン』の影響で1:40から放送 |
| 25                                                    | 10月21日      | そんなバカなホームステイ                                         | BUNZIN                                                                                             | 『映画「ギャラクシー街道」公開記念スター千一夜2015』の影響で0:35から放送                                                                                         |
| 26                                                    | 10月28日      | パシフィック・ヒム                                               | 小芝風花                                                                                           | 『SMBC日本シリーズ第3戦 東京ヤクルト×福岡ソフトバンク』の影響で1:50から放送                                                                                      |
| 27                                                    | 11月4日       | そんなバカなレアトークショー ノーリアクション柔道                | -                                                                                                  | 『第27回高松宮殿下記念世界文化賞授賞式』の影響で0:55から放送 |
| 28                                                    | 11月11日      | そんなバカなアイドル選び                                         | サブガール                                                                                         | |
| 29                                                    | 11月18日      | ノーリアクション柔道 そんなバカな!?仮説 そんなバカなオフショット | -                                                                                                  | 『世にも奇妙な物語25周年!2週連続SPみどころ徹底解明の特別編』の影響で0:30から放送                                                                                 |
| 30                                                    | 11月25日      | そんなバカなアイドル選び                                         | 元アイドリング!!!メンバー スーパービュー踊り子（連結鉄道株式会社） いくぽん アラフォーアイドル紅組 | 2016年1月1日の0:45から元旦生放送SPが放送されることが発表された。                                                                                                 |
| 31                                                    | 12月2日       | そんなバカなホームステイ                                         | BUNZIN                                                                                             | |
| 32                                                    | 12月9日       | そんなバカなノンストップクイズ                                   | -                                                                                                  | |
| 33                                                    | 12月16日      | そんなバカなマン生放送見どころ紹介                               | -                                                                                                  | 『THE MANZAI2015 深夜帯ベルト』の影響で0:35から放送 |

#### 2016年
| 2016年放送                                                          | 2016年放送    | 2016年放送                                                                                             | 2016年放送                                                                                      | 2016年放送 |
| 回                                                                  | 放送日 （CX） | 放送内容                                                                                               | ゲスト                                                                                          | 備考 |
| ------------------------------------------------------------------- | ------------- | --- | ----------------------------------------------------------------------------------------------- | --- |
| 34                                                                  | 1月1日        | そんなバカな紅白 勝手に延長戦 パシフィック・ヒム 爆笑アウトローヒットパレード そんなバカなホームステイ | 内田彩 miwa 松井愛莉 でんぱ組.inc 元アイドリング!!!メンバー BUNZIN 番組に出演した地下アイドル達 | 『あけましてそんなバカな生放送SP』として0:45 - 2:30の放送 DVD第二弾・第三弾3月2日発売決定を発表 |
| （1月6日は『春の高校バレー2016』のため休止）                        |               | |                                                                                                 | |
| 35                                                                  | 1月13日       | そんなバカな生放送SP 完全版                                                                            | -                                                                                               | 『絶対に見たくな〜るTV』の影響で0:35から放送 |
| 36                                                                  | 1月20日       | そんなバカなアウトロー成人式クイズ                                                                     | -                                                                                               | 『映画「信長協奏曲」公開記念特番「駅弁協奏曲」』の影響で0:50から放送 |
| 37                                                                  | 1月27日       | そんなバカなアウトロー成人式クイズ 沖縄編 ノーリアクション柔道                                         | -                                                                                               | |
| 38                                                                  | 2月3日        | そんなバカなノンストップクイズ                                                                         | ※VTR出演 島田秀平                                                                               | |
| 39                                                                  | 2月10日       | そんなバカなアイドル選び ノーリアクション柔道                                                          | PIP                                                                                             | 『プレゼン・トーテム』の影響で0:35から放送 |
| 40                                                                  | 2月17日       | そんなバカな仮説 ノーリアクション柔道                                                                  | -                                                                                               | |
| 41                                                                  | 2月24日       | そんなバカな懐かしの味がピンチ（前編）                                                                 | -                                                                                               | |
| 42                                                                  | 3月2日        | そんなバカな懐かしの味がピンチ（後編） 爆笑アウトローヒットパレード                                    | -                                                                                               | |
| 43                                                                  | 3月9日        | パシフィック・ヒム                                                                                     | 山本舞香                                                                                        | |
| 44                                                                  | 3月16日       | パシフィック・ヒム 未公開SP                                                                            | 山本舞香                                                                                        | 『映画「暗殺教室〜卒業編〜」公開記念！山田涼介＆菅田将暉の社会科見学』の影響で0:35から放送 4月以降の放送継続を発表 |
| （3月23日は『エクストリーマーズ〜世界一の出社選手権〜』のため休止） |               | |                                                                                                 | |
| （3月30日は『古市ラボ』のため休止）                                 |               | |                                                                                                 | |
| （4月6日は『目撃!ズキュンワード』のため休止）                       |               | |                                                                                                 | |
| 45                                                                  | 4月13日       | そんなバカなアウトロー卒業式クイズ（前編） ノーリアクション柔道                                        | -                                                                                               | |
| 46                                                                  | 4月20日       | そんなバカなアウトロー卒業式クイズ（後編） セロめっこ                                                  | -                                                                                               | |
| 47                                                                  | 4月27日       | パシフィック・ヒム                                                                                     | 内田理央                                                                                        | |
| 48                                                                  | 5月4日        | パシフィック・ヒム 未公開SP                                                                            | 内田理央                                                                                        | |
| 49                                                                  | 5月11日       | そんなバカなノンストップクイズ                                                                         | ※VTR出演 山﨑夕貴（フジテレビアナウンサー）                                                     | |
| 50                                                                  | 5月18日       | そんなバカな仮説 ノーリアクション柔道                                                                  | -                                                                                               | バレーボール中継延長のため、40分遅れの1:05から放送 |
| 51                                                                  | 5月25日       | そんなバカなSPショッピング                                                                             | -                                                                                               | 『ユアタイム〜あなたの時間〜』の10分拡大と『週末はウマでしょ!』放送のため、20分遅れの0:45から放送 |
| 52                                                                  | 6月1日        | そんなバカな漫画道場                                                                                   | 森田まさのり                                                                                    | 『ユアタイム〜あなたの時間〜』の10分拡大と『セノビタビ。』『高台家の人々 Special Episode』放送のため、50分遅れの1:15から放送                                                                                                |
| 53                                                                  | 6月8日        | そんなバカな仮説 セロめっこ                                                                            | -                                                                                               | 『池上彰が今 宇宙で働くひと に聞きたいこと』放送のため、10分遅れの0:35から放送 |
| 54                                                                  | 6月15日       | そんなバカなSPショッピング                                                                             | -                                                                                               | 『AKB48選抜総選挙直前SP』放送のため、10分遅れの0:35から放送 |
| 55                                                                  | 6月22日       | そんなバカなお笑い漫画道場                                                                             | 宮下あきら                                                                                      | |
| 56                                                                  | 6月29日       | そんなバカな仮説 ノーリアクション柔道                                                                  | -                                                                                               | |
| 57                                                                  | 7月6日        | そんなバカなノンストップクイズ（前編）                                                                 | -                                                                                               | |
| 58                                                                  | 7月13日       | そんなバカなノンストップクイズ（後編）                                                                 | -                                                                                               | 「映画『ONE PIECE FILM GOLD』公開記念特別番組「人生に大切なことはすべて『ONE PIECE』から教わった」放送のため、10分遅れで放送                                                                                                |
| 59                                                                  | 7月20日       | そんなバカなSPショッピング                                                                             | -                                                                                               | 「今週末は27時間テレビフェス！」放送のため、10分遅れで放送 |
| 60                                                                  | 7月27日       | パシフィック・ヒム                                                                                     | 飯豊まりえ                                                                                      | 「直美を落とせ！胸キュン夢大陸」放送のため、10分遅れで放送 |
| 61                                                                  | 8月3日        | パシフィック・ヒム 未公開SP                                                                            | 飯豊まりえ                                                                                      | |
| 62                                                                  | 8月10日       | そんなバカな仮説 ノーリアクション柔道                                                                  | あの子(羽鳥早紀)                                                                                | |
| 63                                                                  | 8月17日       | 衝撃映像連発SP                                                                                         | -                                                                                               | 事実上の総集編。「そんなバカなお笑い漫画道場」で有名漫画家たちが描いたバナナマンとバカリズムの絵、さらに同コーナーで誕生したバカリズム作のヤンキーキャラ『升野鬼太郎』に3人それぞれがアテレコするという形で番組が進められた |
| 64                                                                  | 8月24日       | そんなバカなお笑い漫画道場                                                                             | ゆでたまご                                                                                      | |
| 65                                                                  | 8月31日       | そんなバカな仮説 ノーリアクション柔道                                                                  | あの子                                                                                          | |
| 66                                                                  | 9月7日        | そんなバカな27時間テレビを考えよう                                                                     | あの子                                                                                          | 10月以降の番組継続と、10月から時間帯が月曜日1時（日曜日深夜）からの放送になることを発表 |
| 67                                                                  | 9月14日       | バカリズムの相方探し                                                                                   | 朝日奈央                                                                                        | 水曜日未明（火曜日深夜）での最後の放送。改編期特番放送のため、次回の放送まで1ヶ月空く状態に。 |
| 68                                                                  | 10月16日      | パシフィック・ヒム                                                                                     | 桜井日奈子                                                                                      | 月曜日未明（日曜日深夜）での初回放送。 |
| 69                                                                  | 10月23日      | クイズ"ピュアLOVE" ノーリアクション柔道                                                                | あの子                                                                                          | 前夜の日本シリーズ延長のため、1時間10分遅れで放送。 |
| 70                                                                  | 10月30日      | そんなバカな伝説のマッチメイク                                                                         | -                                                                                               | |
| 71                                                                  | 11月6日       | 第2のあの子オーディション                                                                              | あの子 小林レイミ 黒沢美怜 森崎まみ 想乃 桐生美希 高橋友希美 U 柿崎裕美                         | |
| 72                                                                  | 11月13日      | クイズ"ピュアLOVE" ノーリアクション柔道                                                                | あの子                                                                                          | |
| 73                                                                  | 11月20日      | パシフィック・ヒム未公開SP                                                                             | 桜井日奈子                                                                                      | 10月16日放送分の未公開シーンを放送。 |
| 74                                                                  | 11月27日      | クイズ"ピュアLOVE" ノーリアクション柔道                                                                | あの子                                                                                          | 「ノーリアクション柔道」で使用したブラジリアンワックスが日村の鼻から抜けなくなるというハプニングが起こった。 |
| 75                                                                  | 12月4日       | そんなバカなクイズ！ザ・ノンフィクション                                                               | 酒井瞳 朝日奈央                                                                                 | 「REAL IMPACT」放送のため、55分遅れで放送。 |
| 76                                                                  | 12月11日      | 第2のあの子オーディション                                                                              | あの子 飯倉早織 坂本くるみ 松川菜々花 竹田愛 松岡里英 東久保彩華 森脇亜紗紀 森崎まみ 宮村ともこ | |
| 77                                                                  | 12月18日      | そんなバカな検証 ノーリアクション柔道                                                                  | オードリー あの子 森崎まみ                                                                      | 2016年最後のオンエアは「人生のパイセンTV」とのコラボ企画で『そんなバカなパイセンTV』と題して0: 30から1時間SPを放送。それぞれの番組の企画を5人で行った。                                                                     |

#### 2017年
| 2017年放送 | 2017年放送    | 2017年放送                                                   | 2017年放送 | 2017年放送 |
| 回         | 放送日 （CX） | 放送内容                                                     | ゲスト | 備考 |
| ---------- | ------------- | ------------------------------------------------------------ | --- | --- |
| 78         | 1月15日       | クイズ"ピュアLOVE" ノーリアクション柔道                      | あの子 | 2017年最初の放送。年明け特番がなかったため、通常放送でのスタートとなった                                                      |
| 79         | 1月22日       | クイズ爆笑アウトロー2017                                     | - | 「冬の新ドラマ！絶対見たく見たくな〜るTV」の影響で10分遅れで放送                                                              |
| 80         | 1月29日       | そんなバカな感動の再会                                       | BUNZIN | 「史上最低のYouTuber」ことBUNZINが2016年の元旦生放送以来1年ぶりの出演                                                         |
| 81         | 2月5日        | そんなバカなホームステイ ノーリアクション柔道                | BUNZIN あの子 | |
| 82         | 2月12日       | パシフィック・ヒム                                           | 唐田えりか | |
| 83         | 2月19日       | パシフィック・ヒム完全版 ノーリアクション柔道                | 唐田えりか 森崎まみ | 3月19日の放送をもっての番組終了を発表                                                                                         |
| 84         | 2月26日       | クイズ"ピュアLOVE" ノーリアクション柔道                      | あの子 | |
| 85         | 3月5日        | そんなバカな卒業旅行                                         | 笹島沙恵(書道家) エヴァン原付ゲリオンの持ち主 小池正明 リリックホリック歌劇団 Moet 鍛治亜友子 成瀬瑛美（でんぱ組.inc） | 伊香保温泉での卒業旅行と題し、番組でお世話になった人物が続々登場                                                              |
| 85         | 3月12日       | そんなバカな卒業旅行「ノーリアクションスーパーコンパニオン」 | あの子 松岡音々 森崎まみ 綾瀬羽乃 柿崎裕美 竹田愛 坂本くるみ 松川菜々花 飯倉早織                                       | |
| 86(最終回) | 3月19日       | そんなバカな卒業旅行                                         | 内田彩 朝日奈央 成瀬瑛美（でんぱ組.inc） 小池正明 じぐろ京介 BUNZIN 森崎まみ あの子 宮村ともこ                         | レギュラー放送の最終回となったが、エンディングで翌週の3月26日の0:30からおまけとして3人がMCを務める1時間の動物番組の放送を発表 |
| 特別編     | 3月26日       | 『そんなバカな動物番組』                                     | くっきー（野性爆弾） 秋山竜次（ロバート） 井戸田潤（スピードワゴン） 飯豊まりえ                                        | |

## ネット局（レギュラー版）

### 水曜未明時代
| 放送対象地域   | 放送局             | 系列           | 放送期間                      | 放送日時                     | 備考       |
| -------------- | ------------------ | -------------- | ----------------------------- | ---------------------------- | ---------- |
| 関東広域圏     | フジテレビ         | フジテレビ系列 | 2015年4月15日 - 2016年9月14日 | 水曜 0:25 - 0:55（火曜深夜） | 制作局     |
| 北海道         | 北海道文化放送     | フジテレビ系列 | 2015年4月15日 - 2016年9月14日 | 水曜 0:25 - 0:55（火曜深夜） | 同時ネット |
| 岩手県         | 岩手めんこいテレビ | フジテレビ系列 | 2015年4月15日 - 2016年9月14日 | 水曜 0:25 - 0:55（火曜深夜） | 同時ネット |
| 宮城県         | 仙台放送           | フジテレビ系列 | 2015年4月15日 - 2016年9月14日 | 水曜 0:25 - 0:55（火曜深夜） | 同時ネット |
| 山形県         | さくらんぼテレビ   | フジテレビ系列 | 2015年4月15日 - 2016年9月14日 | 水曜 0:25 - 0:55（火曜深夜） | 同時ネット |
| 福島県         | 福島テレビ         | フジテレビ系列 | 2015年4月15日 - 2016年9月14日 | 水曜 0:25 - 0:55（火曜深夜） | 同時ネット |
| 長野県         | 長野放送           | フジテレビ系列 | 2015年4月15日 - 2016年9月14日 | 水曜 0:25 - 0:55（火曜深夜） | 同時ネット |
| 島根県・鳥取県 | 山陰中央テレビ     | フジテレビ系列 | 2015年4月15日 - 2016年9月14日 | 水曜 0:25 - 0:55（火曜深夜） | 同時ネット |
| 岡山県・香川県 | 岡山放送           | フジテレビ系列 | 2015年4月15日 - 2016年9月14日 | 水曜 0:25 - 0:55（火曜深夜） | 同時ネット |
| 広島県         | テレビ新広島       | フジテレビ系列 | 2015年4月15日 - 2016年9月14日 | 水曜 0:25 - 0:55（火曜深夜） | 同時ネット |
| 福岡県         | テレビ西日本       | フジテレビ系列 | 2015年4月15日 - 2016年9月14日 | 水曜 0:25 - 0:55（火曜深夜） | 同時ネット |
| 佐賀県         | サガテレビ         | フジテレビ系列 | 2015年5月1日 - 2016年9月14日  | 水曜 0:25 - 0:55（火曜深夜） | 同時ネット |
| 中京広域圏     | 東海テレビ         | フジテレビ系列 | 2015年4月21日 -               | 火曜 0:35 - 1:05（月曜深夜） | 遅れネット |
| 静岡県         | テレビ静岡         | フジテレビ系列 | 2015年4月25日 -               | 土曜 0:45 - 1:15（金曜深夜） | 遅れネット |
| 長崎県         | テレビ長崎         | フジテレビ系列 | 2015年4月25日 -               | 水曜 1:45 - 2:15（火曜深夜） | 遅れネット |
| 新潟県         | 新潟総合テレビ     | フジテレビ系列 | 2015年4月29日 -               | 水曜 0:30 - 1:00（火曜深夜） | 遅れネット |
| 山口県         | テレビ山口         | TBS系列        | （不明）                      | 木曜 0:42 - 1:12（水曜深夜） | 遅れネット |

### 月曜未明時代
| 放送対象地域   | 放送局           | 系列           | 放送期間                     | 放送日時                     | 備考       |
| -------------- | ---------------- | -------------- | ---------------------------- | ---------------------------- | ---------- |
| 関東広域圏     | フジテレビ       | フジテレビ系列 | 2016年10月17日 -             | 月曜 1:00 - 1:30（日曜深夜） | 制作局     |
| 宮城県         | 仙台放送         | フジテレビ系列 | 2016年10月17日 -             | 月曜 1:00 - 1:30（日曜深夜） | 同時ネット |
| 山形県         | さくらんぼテレビ | フジテレビ系列 | 2016年10月17日 -             | 月曜 1:00 - 1:30（日曜深夜） | 同時ネット |
| 長野県         | 長野放送         | フジテレビ系列 | 2016年10月17日 -             | 月曜 1:00 - 1:30（日曜深夜） | 同時ネット |
| 島根県・鳥取県 | 山陰中央テレビ   | フジテレビ系列 | 2016年10月17日 -             | 月曜 1:00 - 1:30（日曜深夜） | 同時ネット |
| 岡山県・香川県 | 岡山放送         | フジテレビ系列 | 2016年10月17日 -             | 月曜 1:00 - 1:30（日曜深夜） | 同時ネット |
| 広島県         | テレビ新広島     | フジテレビ系列 | 2016年10月17日 -             | 月曜 1:00 - 1:30（日曜深夜） | 同時ネット |
| 福岡県         | テレビ西日本     | フジテレビ系列 | 2016年10月17日 -             | 月曜 1:00 - 1:30（日曜深夜） | 同時ネット |
| 北海道         | 北海道文化放送   | フジテレビ系列 |                              | 月曜 1:15 - 1:45（日曜深夜） | 遅れネット |
| 佐賀県         | サガテレビ       | フジテレビ系列 | 水曜 0:25 - 0:55（火曜深夜） |                              | 遅れネット |
| 中京広域圏     | 東海テレビ       | フジテレビ系列 | 火曜 0:40 - 1:10（月曜深夜） |                              | 遅れネット |
| 静岡県         | テレビ静岡       | フジテレビ系列 | 月曜 1:00 - 1:30（日曜深夜） |                              | 遅れネット |
| 新潟県         | 新潟総合テレビ   | フジテレビ系列 | 水曜 0:30 - 1:00（火曜深夜） |                              | 遅れネット |

## スタッフ
●＝レギュラー版から加入
- 構成：酒井健作、オークラ、宮森亮(かわら)●
- ナレーション：梶裕貴、内田彩
- TP：小林錦司●
- SW：竹内弘佳●
- CAM：古俣智則●
- VE：澤田将人
- AUD：元山拓己(巳)●
- 照明：黒井宏行●
- 音響効果：小田切暁
- TK：斉藤裕里
- 美術プロデューサー：三竹寛典
- デザイン：鈴木賢太
- 美術進行：中村秀美●
- 大道具制作：山本和成（特番時→大道具操作）
- アクリル装飾：相原加奈
- メイク：山田かつら
- CG：星野安規（Kitty）、三重の人●（kitty）
- 音楽：the zombies
- 技術協力：fmt
- 編集：早川徹哉、前島神奈（前島→以前は編集・MA、一時離脱→復帰）（共に●）
- MA：河村大樹●
- 広報：片山正康●
- デスク：市川亜季
- Webデザイナー：星野倫美●
- AD：佐々木博基、寺本文子（共に●）
- AP：美濃部遥香
- ディレクター：中西正太、水口健司、高井翔太朗（高井→●）/双津大地郎、斉藤崇、加用裕紀、廣田彰大
- プロデューサー：小室良太（シオプロ）
- チーフプロデューサー：飯村徹郎（フジテレビ）
- 総合演出：塩谷泰孝（シオプロ、特番時→演出）
- 制作協力：シオプロ
- 制作著作：フジテレビ

過去のスタッフ
- 構成：大西賢一●、大西右人
- TD：若林茂人
- SW：浜島一雄
- CAM：涌田尚孝、松井光太郎
- AUD：絹山幸広
- LD：安藤雄郎
- 美術進行：平山雄大
- 大道具制作：前田かなこ
- メイク：岡田美喜子●
- イラスト：大野そら
- 編集・MA：麻布プラザ、岡田秀夫、林仁美、松阪史高（岡田〜松阪→●）
- スペシャルサンクス：野上翔、八代拓、東内マリ子、秋林優花
- 広報：清田美智子
- Webマスター：中山直人●
- Webディレクター：藁谷憲幸●
- AD：宇田川雄大、備前慎悟、榎本萌菜、柴田千尋●、倉知瑠一●、岡田直美●、馬庭広明●、武藤勇次●
- ディレクター：栗坪隆平
- チーフプロデューサー：明松功